# Lo esencial de Caifanes
Lo esencial de Caifanes es un álbum recopilatorio de la banda de rock alternativo Caifanes lanzada en 2009. El material incluye 48 canciones y 5 videos musicales, lanzados en su formato CD y  DVD.

## Disco 1
1. Mátenme Porque Me Muero
2. No Dejes Que...
3. Antes de Que Nos Olviden
4. Piedra
5. Debajo de Tu Piel
6. Miércoles de Ceniza
7. Aviéntame
8. Perdí Mi Ojo de Venado
9. Estás Dormida
10. Aquí No Es Así
11. Amanece
12. El Año del Dragón
13. El Negro Cósmico
14. Aquí No Pasa Nada
15. Quisiera Ser Alcohol
16. Tortuga

## Disco 2
1. Viento
2. Los Dioses Ocultos
3. Detrás de Ti
4. Cuéntame Tu Vida
5. Hasta Morir
6. La Vida No Es Eterna
7. Para Que No Digas Que Pienso en Ti
8. Ayer Me Dijo un Ave
9. Nos Vamos Juntos
10. ¿Será por eso?
11. Sombras en Tiempos Perdidos
12. Pero Nunca Me Caí
13. De Noche Todos los Gatos Son Pardos
14. El Animal
15. Metamorfeame
16. El Elefante

## Disco 3
1. La Negra Tomasa
2. La Célula Que Explota
3. Nubes
4. Afuera
5. La Bestia Humana
6. Miedo
7. Vamos a Hacer un Silencio
8. Te Estoy Mirando
9. El Comunicador
10. Hasta Que Dejes de Respirar
11. Nunca Me Voy a Transformar en Ti
12. Amárrate a Una Escoba y Vuela Lejos
13. Nada
14. La Llorona
15. Mariquita
16. La Negra Tomasa [Bilongo][Versión Tropical]

## DVD
1. No Dejes Que...
2. Nubes
3. La Célula Que Explota
4. Viento
5. La Negra Tomasa

- Datos: Q5977986